# Pepca
Pepca je žensko osebno ime.

## Izvor imena
Ime Pepca je tvorjenka na -ca iz imena Pepa, to pa je skrajšana oblika imena Jožefa.

## Različice imena
Pepa, Pepica, Pepka, Pina

## Tujejezikovne oblike imena
- pri Italijanih: Peppina
- pri Nemcih: Pepi (m,ž), Peppi (m,ž)
- pri Špancih: Pepeta, Pepita

## Pogostost imena
Po podatkih Statističnega urada Republike Slovenije je bilo na dan 31. decembra 2007 v Sloveniji število ženskih oseb z imenom Pepca: 103. Med vsemi ženskimi imeni pa je ime Pepca po pogostosti uporabe uvrščeno na 583. mesto.

## Osebni praznik
V koledarju je ime Pepca uvrščeno k imenu Jožefa, oziroma Jožef; god preznjuje 19. marca, 30. aprila, 1. maja ali 7. decembra .

## Znane osebe
Pepca Kardelj